# Styringomyia paulista
Styringomyia paulista är en tvåvingeart som beskrevs av Alexander 1946. Styringomyia paulista ingår i släktet Styringomyia och familjen småharkrankar. Inga underarter finns listade i Catalogue of Life.